# Komáří vrch (Přebuzská hornatina)
Komáří vrch (německy Mukenbühl) je vrchol v České republice ležící v Krušných horách v Karlovarském kraji. Na vrcholu a v jeho okolí se nachází žulové útvary charakteristické pro tuto část pohoří. Západně od vrcholu se nachází zaniklá obec Nová Ves, která původně zahrnovala 60 domů. Po roce 1945 byla vysídlena a zbourána. Na jejím původním místě byl postaven pomník.

## Poloha
Komáří vrch se nachází severně od města Rotava a jihovýchodně od obce Stříbrná v okrese Sokolov. Vrchol je součástí Krušnohorského krystalinika, konkrétně severozápadní části karlovarského masivu. Na vrchol vede ze Stříbrné zelená turistická trasa.

## Skalní útvary
Hlavním skalním útvarem je Hraběcí skála, která dosahuje výšky přibližně 10 metrů. V okolí vrcholu se nachází také skála Chudá nevěsta a kamenné moře Ráchel. Hraběcí skála, Chudá nevěsta a kamenné moře Ráchel byly vytvořeny během mrazového zvětrávání v době ledové.

## Fauna a flóra
V okolí vrcholu se nachází chráněné druhy lišejníků, kapraďorostů a brouků.